# Mont de la Maya
Mont de la Maya är en kulle i Schweiz. Den ligger i distriktet Jura-Nord vaudois och kantonen Vaud, i den västra delen av landet, 70 km väster om huvudstaden Bern. Toppen på Mont de la Maya är 1 465 meter över havet. Mont de la Maya ingår i Jurabergen.